# تفجير موقف الحافلات بالقدس 2011

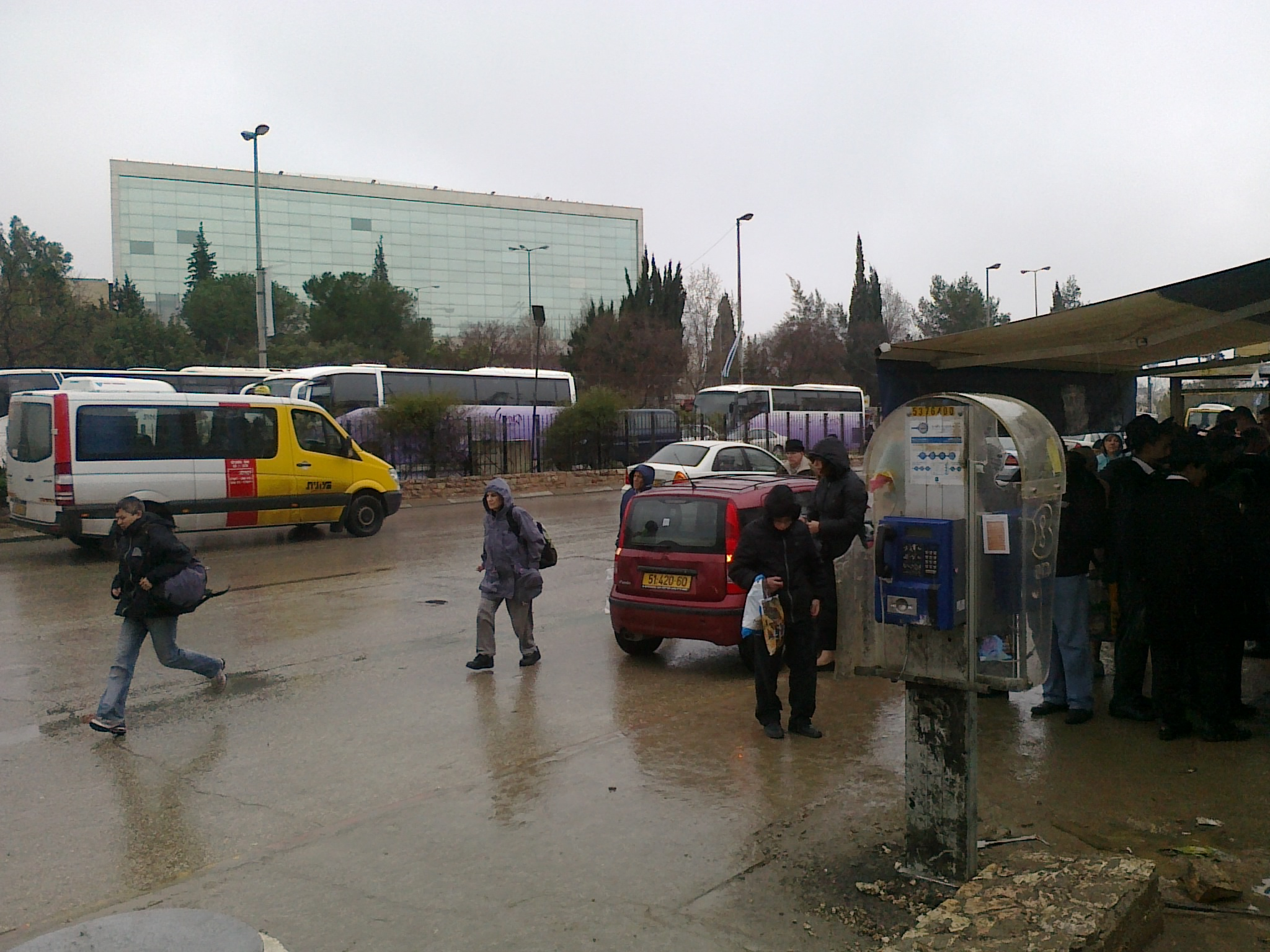
موقع الهجوم بعد يوم من التفجير.

تفجير موقف الحافلات بالقدس 2011  انفجرت قنبلة في محطة الحافلات في مدينة القدس في 23 مارس 2011، في الساعة 15:00 (توقيت غرينيتش+2). وُضِعت القنبلة بالقرب من موقف الحافلات، وانفجرت عند حافلة (إيجد رقم 74) المارة في المحطة.
وقد أسفر الانفجار عن مقتل ماري جان غاردنر (59 عامًا) وهو بريطاني كان يدرس اللغة العبرية في الجامعة العبرية في القدس، وأُصيب 39 شخصًا.
أدان الهجوم كل من إسرائيل، والسلطة الفلسطينية، وفرنسا، والمملكة المتحدة والولايات المتحدة. في المقابل أشاد بالهجوم حركتي الجهاد الإسلامي الفلسطينية وحركة حماس.
لم تتعرف الشرطة الإسرائيلية على هوية المُنفِّذين على الفور، وبالرغم من ذلك قالت إسرائيل أن سرايا القدس هي المسؤولة عن الهجوم. وفي سبتمبر 2011، قبضت إسرائيل على أربعة من جنود حماس، واتهمتهم بالضلوع في التفجير، أحدهم يحمل الجنسية الإسرائيلية من سكان القدس، وأحالت الأربعة إلى محكمة عسكرية إسرائيلية.

## ردود الفعل
- إسرائيل: كان رئيس الوزارء الإسرائيلي«بنيامين نتنياهو» سيسافر إلى روسيا لكن بعد التفجير ألغى سفره وأعلن الجيش الإسرائيلي حالة الطوارئ في مدينة القدس.
- السلطة الفلسطينية: أدان رئيس وزراء السلطة الفلسطينية «سلام فياض» الهجوم التفجيري.

ردود الفعل الدولية
- الولايات المتحدة الأمريكية: أدان الرئيس الأمريكي «باراك أوباما» الهجوم واتصل هاتفياً برئيس الوزراء الإسرائيلي «نتنياهو»
- المملكة المتحدة : أدان وزير الخارجية البريطاني «ويليام هيغ» الهجوم وقال «أقدم أحر التعازي لشعب إسرائيل»